# Mison
Mison – miejscowość i gmina we Francji, w regionie Prowansja-Alpy-Lazurowe Wybrzeże, w departamencie Alpy Górnej Prowansji.

## Demografia
Według danych na rok 1990 gminę zamieszkiwały 764 osoby, a gęstość zaludnienia wynosiła 24 osoby/km². W styczniu 2015 r. Mison zamieszkiwało 1080 osób, przy gęstości zaludnienia wynoszącej 33,9 osób/km².